# Nörd-Mjösjön
Nörd-Mjösjön är en sjö i Kramfors kommun i Ångermanland och ingår i Nätraån-Ångermanälvens kustområde. Sjön har en area på 0,12 kvadratkilometer och ligger 32,9 meter över havet.

## Delavrinningsområde
Nörd-Mjösjön ingår i det delavrinningsområde (697601-163182) som SMHI kallar för Rinner mot N Höga kustens kustvatten. Medelhöjden är 57 meter över havet och ytan är 17,32 kvadratkilometer. Det finns inga avrinningsområden uppströms utan avrinningsområdet är högsta punkten. Avrinningsområdets utflöde mynnar i havet, utan att ha någon enskild mynningsplats. Avrinningsområdet består mestadels av skog (77 procent). Avrinningsområdet har 0,12 kvadratkilometer vattenytor vilket ger det en sjöprocent på 0,5 procent.